# Яровой, Сергей Алексеевич
Сергей Алексеевич Яровой (род. 1963, Каскелен, Алматинская область, Казахская ССР, СССР, по другой версии — Балхаш, Карагандинская область, Казахская ССР, СССР) — советский насильник и казахстанский серийный убийца, совершивший 7 убийств девушек и женщин, сопряженных с изнасилованиями в 1994 году и в период с августа 2006 года по 2008 год на территории Усть-Каменогорска и поселка Опытное поле (Восточно-Казахстанская область). В 2011 году суд был приговорен к пожизненному лишению свободы. Сергей Яровой известен под прозвищами «Кровавый фельдшер» и «Казахстанский Чикатило». Данное уголовное дело получило широкий общественный резонанс в обществе.

## Биография

### Жизнь до убийств
По одной из версий Сергей Яровой родился в 1963 году в городе Каскелен (Казахская ССР), согласно другой местом его рождения является город Балхаш (Казахская ССР). Детство и юность провел в социально благополучной обстановке. После окончания 8 классов школы, в конце 1970-х годов Яровой переехал в Алма-Ату, где поступил в одно из медицинских училищ. В 1981 году он был призван в Советскую армию. После демобилизации Сергей Яровой продолжил учёбу в медицинском техникуме, который окончил со специальностью фельдшера, после чего начал работать в больнице. Знакомыми и непосредственными руководителями Яровой в тот период характеризовался крайне положительно. В середине 1980-х годов Яровой женился на женщине по имени Елена, которая в браке родила ему 2 детей. В конце 1980-х годов после рождения второго ребёнка психическое состояние Ярового по неустановленным причинам резко ухудшилось. Он стал демонстрировать девиантное поведение и патологически повышенное половое влечение и половую активность, вследствие чего стал увлекаться просмотром и коллекционированием фото и видеоматериалов эротического содержания. Согласно свидетельствам его жены, в 1989 году у Сергея Ярового появились в сексуальном предпочтении интерес к различным половым извращениям и он стал предлагать ей заниматься нетрадиционными видами секса, после чего она подала на развод, забрала детей и ушла от него.

### Убийства
После развода с женой Яровой уволился из больницы и стал вести маргинальный образ жизни. В 1990 году на территории поселка Боралдай он совершил изнасилование женщины. На судебном процессе Яровой был признан виновным, после чего суд назначил ему уголовное наказание в виде 3 лет лишения свободы. Отбыв наказание, он вышел на свободу в 1993 году и вернулся в Боралдай, где через несколько месяцев — в 1994 году совершил убийство женщины, сопряженное с изнасилованием. В конце того же года Сергей Яровой был приговорен к 15 годам тюрьмы. Уголовное наказание он отбывал в исправительной колонии № 30 на территории города Усть-Каменогорск. Отбыв в тюремном заключении 10 лет, Сергей Яровой в 2004 году получил условно-досрочное освобождение и вышел на свободу. После освобождения Яровой остался жить в Усть-Каменогорске, куда вскоре приехала его пожилая мать, которая к тому времени уже страдала психическим расстройством. В течение следующих 5 лет Яровой вместе с матерью жил в Усть-Каменогорске, в подвалах многоквартирных домов, в арендованных квартирах и в частном саманном домике, похожем на землянку на территории поселка Опытное поле. В этот период он нигде официально не работал, зарабатывал на жизнь кражами и случайными заработками. В конце 2000-х годов Яровой стал адептом одной из тоталитарных религиозных сект, где его снабжали продуктами, а он выполнял различные работы. Периодически он по заданию своих непосредственных руководителей в секте совершал поездки в Алматинскую и Новосибирские области, где занимался миссионерской деятельностью.
В период с августа 2006 года по 2008 год Сергей Яровой совершил не менее 6 убийств девушек, женщин и детей, а также 9 изнасилований на территории Усть-Каменогорска и поселка Опытное поле. В совершении всех преступлений он продемонстрировал выраженный образ действия. Он совершал на своих жертв нападения в безлюдных местах, на пустырях и возле железнодорожных путей. Подкрадываясь сзади, он наносил своим жертвам удар по голове тупым предметом, чаще всего обрезком стальной трубы, после чего подвергал их сексуальному насилию и забивал до смерти. При этом он не имел никаких критериев для выбора жертв. Их рост, вес, национальность и возраст не имели для него никакого значения. Главным обстоятельством при совершении убийства согласно свидетельствам самого Ярового — было полное отсутствие свидетелей преступления. Все убитые находились в возрасте от 8 до 50 лет.

Из показаний Сергея Ярового
В основном это было ночью. Вижу, что передо мной идет женщина. Одна. Никого рядом нет — улица тихая. Тогда будто какой-то звоночек начинает звенеть, что-то внутри просыпается. Звон нужно унять.
Первой жертвой Сергея Ярового стала женщина, на которую он совершил нападение в августе 2006 года недалеко от Усть-Каменогорского вокзала по дороге в поселок Шмелев Лог. Совершив изнасилование, Яровой забил свою жертву до смерти множественными ударами металлического прута в жизненно-важные органы тела, после чего скинул тело в яму и закидал его ветками и землей.
В июне 2007 года жертвой Ярового стала 8-летняя Ирина Шерстобаева, которую он увел прямо со двора её дома и заманил в заброшенный сарай, пообещав показать ей котят. По версии следствия, Сергей Яровой в сарае изнасиловал девочку и подверг её всяческим издевательствам, однако сам Яровой это впоследствии опровергал, утверждая что задушил ребёнка через несколько минут после того как она оказалась в сарае и не успел изнасиловать. Ирина Шерстобаева стала самой младшей его жертвой.

Из показаний Сергея Ярового: 
Девочка шла одна. Я обратился к ней, позвал к себе показать котят. Она согласилась... Дома закричала и пригрозила, что позовет папу. Я взял ее за горло.
Через несколько дней Сергей Яровой убил 16-летнюю школьницу Екатерину Злыдареву и совершил изнасилования трёх женщин, которых оставил в живых.
Через несколько месяцев Сергей Яровой поздно вечером возле железнодорожных путей недалеко от железнодорожной станции «Защита» совершил нападение на женщину, которая спешила домой. Догнав её, Яровой повалил её на землю, однако жертва попыталась оказать ему сопротивление, вследствие чего они вместе скатились по железнодорожной насыпи вниз, где Сергей Яровой крепко зажал ей рот, навалился сверху и оглушил с помощью камня, после чего изнасиловал и убил.
Летом 2008 года Сергей Яровой с небольшой разницей по времени в районе поселка Опытное поле убивает 16-летнюю девушку и 30-летнюю женщину.

### Арест, следствие и суд
Сергей Яровой был арестован 24 июля 2009 года на улице Сейфуллина в Алма-Ате при попытке нападения на девушку, которая, оказав сопротивление, убежала. После ареста на первых же допросах он признался в содеянных убийствах. Он выразил желание сотрудничать со следствием и способствовать раскрытию преступлению. В течение августа и осенних месяцев 2009 года Яровой под конвоем был доставлен на места совершения убийств, где он в ходе следственных экспериментов детально показал следствию обстоятельства совершения преступлений и свои действия, после чего указал места захоронения трупов, откуда были извлечены на поверхность скелетированные останки 6 человек. Яровой на допросе заявил, что в число его жертв попадали только те девушки и женщины, которые во время изнасилования пытались оказать ему сопротивление или угрожали ему обращением в полицию. Те же девушки, которые во время изнасилования вели себя тихо и беспрекословно исполняли его желания и прихоти — остались в конечном итоге в живых. Сергей Яровой также подозревался в причастности к совершению изнасилования и убийстве женщины в Новосибирской области. Свидетелем преступления стал сторож одного из дачных кооперативов, расположенных вблизи железнодорожного вокзала в Новосибирске. Он запомнил внешность преступника. На основании его показаний был составлен фоторобот убийцы, который очень хорошо соответствовал Сергею Яровому, однако он не признал свою причастность к этому, хотя и признал тот факт, что в период совершения преступления по заданию руководителя религиозной секты находился в Новосибирске.

Из воспоминаний помощника прокурора области по расследованию и руководству следственными группами Мурата Омаргазина: 
У Сергея феноменальная память. Он с точностью до метра определяет места, где погребены жертвы. И не важно, 2 года или 5 лет прошло с момента преступления. Приводил полицейских на какой-нибудь пустырь, где не было ни деревца, ни камня — ни одного опознавательного знака. Осмотрится и скажет: здесь копайте. Не ошибся ни разу. Останки шести жертв были найдены. Он прятал трупы так основательно, что его кошмарных схронов никто бы не нашел.
Однако уже осенью 2009 года Сергей Яровой отказался от своих признательных показаний и стал симулировать сумасшествие. По ходатайству его адвоката была проведена судебно-медицинская экспертиза, по результатам которой он был признан вменяемым, однако после этого Сергей Яровой впал в состояние реактивного психоза, из которого он был выведен благодаря назначенному курсу лечения лишь в конце 2010 года, после чего прокуратура Усть-Каменогорска составила обвинительное заключение и передала уголовное дело в Восточно-Казахстанский областной суд.
Судебный процесс открылся в январе 2011 года. На судебных заседаниях, которые проходили в закрытом режиме Сергей Яровой вину свою не признал, заявив что все 6 раз, когда были совершены убийства — абсолютно случайно, каждый раз оказывался рядом с убийцей и насильником. 4 апреля 2011 года незадолго до оглашения приговора корреспонденты ряда СМИ были допущены в зал суда, где Сергей Яровой дал интервью.

Из интервью Сергея Ярового: 
Это все ложь, что они говорят. Я ни в чем не виноват, все мои права были нарушены. Они говорили мне, что привлекают в качестве свидетеля. Так оно и было поначалу: я им рассказывал, что видел мужчину-азиата в медицинской маске и в черной шапочке. Он нападал на женщин. А я был невольным наблюдателем... Теперь на меня вешают чужие грехи...Конечно обманывает (одна из выживших жертв). Я ее никогда в жизни не видел. Они все врут. Меня незаконно похитили из Алматинской области. Выкрали, ограбили, привезли сюда. Я всего лишь свидетель. А меня поместили в тюрьму, там меня избили и изнасиловали. Я даже не зэк... Я — военнопленный.
В конечном итоге Восточно-Казахстанский специализированный суд по уголовным делам собранную следствием доказательственную базу признал исчерпывающей, вследствие чего Сергей Яровой был признан виновным по всем инкриминируемым обвинениям, на основании чего суд 4 апреля 2011 года назначил ему уголовное наказание в виде пожизненного лишения свободы.